# Lou Williams
Louis Tyrone Williams, detto Lou (Memphis, 27 ottobre 1986), è un ex cestista statunitense, professionista nella NBA.

## Carriera

### High school (2001-2005)
Ha iniziato la sua carriera nel basket a livello scolastico presso la Snellville South Gwinnett sotto l'allora coach Ruggero Fleetwood. In quel periodo, Louis si dimostrò subito una prima stella, venendo selezionato quattro volte All-State, collezionando una nomination come giocatore dello Stato della Georgia "Mr. Basketball" durante il suo anno junior e senior.
Come junior ha guidato la sua squadra alla vittoria nel Georgia State Championship. All'ultimo anno ha tenuto una media di 27,5 punti, 6,6 rimbalzi e 5,2 assist a partita conducendo la South Gwinnett a un record di 28-3 e al quarto posto assoluto nello Stato.
Ha anche vinto il Naismith Prep 2005 Player of the Year Award che identifica il miglior giocatore della nazione a livello liceale, oltre ad essere stato introdotto nel team McDonald del 2005 All-American Team della costa est statunitense. È il secondo di tutti i tempi in segnature nel liceo della Georgia.

### NBA (2005-2022)

#### Philadelphia 76ers (2005-2012)
Williams fu selezionato al secondo giro (15ª scelta, 45º assoluto) da parte dai Philadelphia 76ers. In quel periodo la franchigia della Pennsylvania era in ricostruzione: avevano appena perso i due giocatori chiave delle stagioni precedenti, Allen Iverson e Dikembe Mutombo. I nuovi astri nascenti erano Andre Iguodala e appunto Louis.
Louis diventò un giocatore concreto in attacco dalla stagione 2009-2010, dove realizzò una media di 14,0 punti a partita. Nella stagione 2010-2011, chiuse con una media di 13,7 punti a partita. Migliorerà la propria media punti nella stagione 2011-12 in cui ha tenuto di media 14,9 punti a partita in 64 gare totali (su 66 visto che quell'anno ci fu il lockout che fece slittare l'inizio della stagione a dicembre) di cui nessuno da titolare, arrivò secondo nella graduatoria finale per l'assegnazione del titolo di sesto uomo dell'anno. Al termine di quella stagione i 76ers arrivarono ai play-off, in cui hanno affrontato i Chicago Bulls e i Boston Celtics. Nella serie con i Bulls hanno prevalso i 76ers per 4-2, mentre in quella con i Celtics vennero eliminati per 4-3. Nei PO Williams giocò tutte le 13 partite della squadra da sesto uomo tenendo di media 11,5 punti e 3 assist in 27,5 minuti a partita.
Alla fine della stagione non rinnovò il contratto coi Sixers rimanendo così free agent. In 7 stagioni a Philadelphia, ha disputato 4 volte i play-off (2008, 2009, 2011, 2012), e tranne in 2 stagioni (ovvero le stagioni 2005-06 e 2006-07) è sempre andato sopra i 10 punti a partita di media, ed ha sempre agito da sesto uomo ed eccetto nella stagione 2009-2010 in cui ha disputato 38 partite da titolare, è sempre stato il sesto uomo, disputando 0 partite da titolare nelle altre 6 stagioni.

#### Atlanta Hawks (2012-2014)

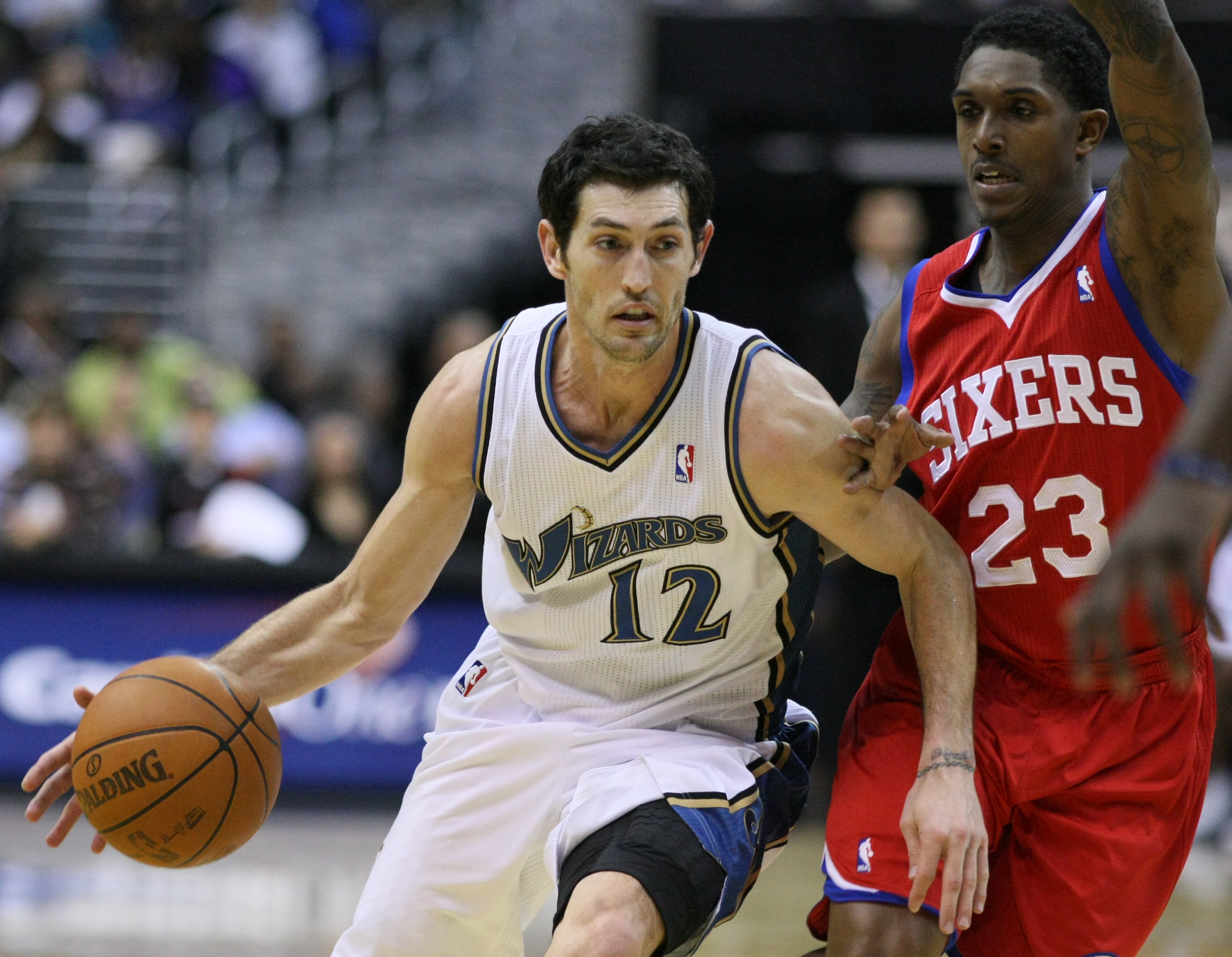
Lou Williams (destra) con la canotta dei Philadelphia 76ers in azione contro Kirk Hinrich (sinistra), che all'epoca militava negli Washington Wizards.

Il 13 Luglio 2012 firma con gli Atlanta Hawks. Ad Atlanta vi rimase per due anni in cui non giocò tante partite (99 su 164) a causa di un infortunio al ginocchio sinistro rimediato il 19 gennaio 2013 contro i Brooklyn Nets, che lo costrinse a stare fuori fino al 20 Novembre quando andò in panchina nella gara persa per 104-88 in casa dei Miami Heat (in cui comunque non giocò neanche un minuto). Alla fine della stagione, a differenza di quanto accaduto in quella passata, Williams riuscì a giocare i playoffs in quanto gli Hawks arrivarono ottavi nella classifica finale della Eastern Conference; in questi i falchi sfidarono gli Indiana Pacers arrivati primi a est. Nonostante una differenza in classifica notevole (7 posizioni in totale), i falchi andarono in vantaggio nella serie per 3-2 a seguito della vittoria in gara-5 per 107-97 in casa dei Pacers in cui Williams segnò 8 punti in 19 minuti. Tuttavia gli Hawks non riuscirono a capitalizzare il vantaggio ottenuto durante la serie in quanto persero in casa gara-6 e in trasferta gara-7 rispettivamente per 95-88 e per 92-80, venendo eliminati dalla serie per 4-3. A differenza di quanto accaduto in gara-6 in cui Williams segnò ben 16 punti in 24 minuti, in gara-7 Williams fu protagonista in negativo in quanto in 11 minuti non segnò neanche 1 punto. Durante la serie giocò tutte e 7 le partite tenendo di media 8,3 punti, 1,1 assist, 2,3 rimbalzi in 19 minuti a partita. Tenne di media anche il 93,8% ai tiri liberi, career-high assoluto per Williams nei playoffs.

#### Toronto Raptors (2014-2015)
Il 1º luglio 2014, viene ceduto dagli Atlanta Hawks insieme ai diritti su Lucas Nogueira (16ª scelta al Draft NBA 2013) ai Toronto Raptors, nella trade che ha portato John Salmons e una seconda scelta al Draft NBA 2015 a fare il percorso inverso. Lou con la franchigia canadese disputò una super stagione andando oltre le aspettative, trovando una grande continuità e giocando 80 partite (tutte da subentrante) e tenendo di media 15,5 punti a partita. Per questo, dopo averlo perso per poco nel 2012, alla fine dell'anno ottenne il premio di miglior sesto uomo dell'anno, diventando il primo giocatore nella storia dei Toronto Raptors a riuscire in quest'impresa. Dopo essere arrivati terzi a est in RS con un record di 49 vittorie e 33 sconfitte, i Raptors affrontano gli Washington Wizards, arrivati sesti. Nonostante Williams tenga una media di 12,8 punti a partita, i Raptors delusero, venendo eliminati sorprendentemente con uno schiacciante 4-0 dalla squadra della Capitale.

#### Los Angeles Lakers (2015-2017)
Il 10 luglio 2015 firmò un triennale con i Los Angeles Lakers. Debuttò con i losangelini il 29 ottobre 2015, nella prima gara della stagione giocata in casa contro i Minnesota Timberwolves e persa per 112-111 dai gialloviola, nonostante Williams avesse messo a segno 21 punti. Nonostante le grandi prestazioni di Williams in uscita dalla panchina i gialloviola terminarono all'ultimo posto nella Western Conference con un record di 17-65 (il peggiore in assoluto nella storia dei Lakers).
L'anno successivo le cose migliorarono leggermente per i gialloviola, con Williams che disputò nuovamente delle grandi prestazioni con i losangelini, tanto da segnare tra il 3 e il 9 dicembre ben 137 punti in 4 partite (40 contro i Memphis Grizzlies, 24 contro gli Houston Rockets, 28 contro gli Utah Jazz e 35 contro i Phoenix Suns) segnando così un record nei punti segnati da una riserva in NBA dal 1970 a oggi. Nella seconda stagione Williams con i gialloviola disputò 58 partite, di cui 1 da titolare tenendo di media 18,6 punti prima di essere ceduto in febbraio agli Houston Rockets.

#### Houston Rockets (2017)
Il 22 febbraio 2017 venne ceduto dai Lakers agli Houston Rockets in cambio di una futura prima scelta e di Corey Brewer. Con i Rockets Williams tenne di media 14,9 punti a partita in RS e 12,8 nei playoffs; in quest'ultimi i razzi, dopo aver eliminato gli Oklahoma City Thunder per 4-1 al primo turno, uscirono nelle semifinali di Conference venendo estromessi dai San Antonio Spurs (4-2).
Alla fine della stagione, venne battuto dal compagno di squadra Eric Gordon nella corsa al titolo di sesto uomo dell'anno.

#### Los Angeles Clippers (2017-2021)
Il 29 giugno 2017 tornò a giocare a Los Angeles, ma questa volta ai Los Angeles Clippers, in quanto venne ceduto insieme a Patrick Beverley, Sam Dekker, Montrezl Harrell, Darrun Hilliard, Kyle Wiltjer, una prima scelta al Draft NBA 2018 e una somma di denaro dagli Houston Rockets nella trattativa che portò il playmaker Chris Paul a giocare per la franchigia texana.
L'11 gennaio 2018 realizzò il proprio career-high di punti mettendo a segno 50 punti nella gara vinta in trasferta (cosa che non succedeva dal 2011, playoffs esclusi) contro i Golden State Warriors; tenne di media anche 7 assist e un 50% da 3 punti (8 tiri segnati su 16) oltre che il 100% ai tiri liberi con 10 tiri su 10 segnati.
Le sue ottime prestazioni gli valsero per la seconda volta il titolo di sesto uomo dell'anno.
Il 26 gennaio 2019, in occasione della sua gara nº 904 in NBA, realizzò la sua prima tripla doppia, per giunta in uscita dalla panchina, in occasione della sfida vinta per 106-101 contro i Chicago Bulls. Il 2 febbraio 2019 segna 39 punti nella vittoria per 111-101 contro i Detroit Pistons. Il 14 febbraio 2019 nella sfida vinta per 134-107 contro i Phoenix Suns è diventato il primo giocatore a segnare 30 punti in meno di 23 minuti e ha eguagliato Ricky Pierce per le volte in cui ha segnato almeno 30 punti in uscita dalla panchina (27).
Dopo una stagione da 20 punti di media in uscita dalla panchina, nei playoffs la squadra incontra i Golden State Warriors; in gara-2 porta la serie sull'1-1 con una grande prestazione da 36 punti e 11 assist, che è la seconda da almeno 30 punti e 10 assist per un giocatore in uscita dalla panchina nei playoffs (l'ultimo a riuscirci era stato Sam Cassell, vice-allenatore dei Clippers oltre che ex giocatore della squadra, nel 1995), che ha contribuito a far compiere ai losangelini la più grande rimonta nella storia dei playoffs in quanto nessuna squadra aveva mai rimontato 31 punti di svantaggio in post-season (il record precedente era dei Lakers che avevano rimontato 29 punti contro i Seattle SuperSonics nel 1989).

#### Atlanta Hawks (2021-2022)
Il 25 marzo 2021 i Clippers hanno scambiato Lou Williams agli Atlanta Hawks in cambio del play Rajon Rondo e due future scelte del 2º turno al draft.
Williams poco prima di essere scambiato aveva appena raggiunto il traguardo dei 15,000 punti segnati in NBA.

#### Ritiro
Il 18 giugno 2023, dopo 17 stagioni trascorse in NBA, annuncia il suo ritiro dal basket giocato.

## Statistiche

### NBA

#### Regular season
| Anno      | Squadra            | PG   | PT  | MP   | TC%  | 3P%  | TL%  | RP  | AP  | PRP | SP  | PP   |
| --------- | ------------------ | ---- | --- | ---- | ---- | ---- | ---- | --- | --- | --- | --- | ---- |
| 2005-2006 | Philadelphia 76ers | 30   | 0   | 4,8  | 44,2 | 22,2 | 61,5 | 0,6 | 0,3 | 0,2 | 0,0 | 1,9  |
| 2006-2007 | Philadelphia 76ers | 61   | 0   | 11,3 | 44,1 | 32,4 | 69,6 | 1,1 | 1,8 | 0,4 | 0,0 | 4,3  |
| 2007-2008 | Philadelphia 76ers | 80   | 0   | 23,3 | 42,4 | 35,9 | 78,3 | 2,1 | 3,2 | 1,0 | 0,2 | 11,5 |
| 2008-2009 | Philadelphia 76ers | 81   | 0   | 23,7 | 39,8 | 28,6 | 79,0 | 2,0 | 3,0 | 1,0 | 0,2 | 12,8 |
| 2009-2010 | Philadelphia 76ers | 64   | 38  | 29,9 | 47,0 | 34,0 | 82,4 | 2,9 | 4,2 | 1,3 | 0,2 | 14,0 |
| 2010-2011 | Philadelphia 76ers | 75   | 0   | 23,3 | 40,6 | 34,8 | 82,3 | 2,0 | 3,4 | 0,6 | 0,2 | 13,7 |
| 2011-2012 | Philadelphia 76ers | 64   | 0   | 26,3 | 40,7 | 36,2 | 81,2 | 2,4 | 3,5 | 0,8 | 0,3 | 14,9 |
| 2012-2013 | Atlanta Hawks      | 39   | 9   | 28,7 | 42,2 | 36,7 | 86,8 | 2,1 | 3,6 | 1,1 | 0,3 | 14,1 |
| 2013-2014 | Atlanta Hawks      | 60   | 7   | 24,1 | 40,0 | 34,2 | 84,9 | 2,1 | 3,5 | 0,8 | 0,1 | 10,4 |
| 2014-2015 | Toronto Raptors    | 80   | 0   | 25,2 | 40,4 | 34,0 | 86,1 | 1,9 | 2,1 | 1,1 | 0,1 | 15,5 |
| 2015-2016 | L.A. Lakers        | 67   | 35  | 28,5 | 40,8 | 34,4 | 83,0 | 2,5 | 2,5 | 0,9 | 0,3 | 15,3 |
| 2016-2017 | L.A. Lakers        | 58   | 1   | 24,2 | 44,4 | 38,5 | 88,4 | 2,3 | 3,2 | 1,1 | 0,2 | 18,6 |
| 2016-2017 | Houston Rockets    | 23   | 0   | 25,7 | 38,6 | 31,8 | 86,7 | 3,0 | 2,4 | 0,7 | 0,4 | 14,9 |
| 2017-2018 | L.A. Clippers      | 79   | 19  | 32,8 | 43,5 | 35,9 | 88,0 | 2,5 | 5,3 | 1,1 | 0,2 | 22,6 |
| 2018-2019 | L.A. Clippers      | 75   | 1   | 26,6 | 42,5 | 36,1 | 87,6 | 3,0 | 5,4 | 0,8 | 0,2 | 20,0 |
| 2019-2020 | L.A. Clippers      | 65   | 8   | 28,7 | 41,8 | 35,2 | 86,1 | 3,1 | 5,6 | 0,7 | 0,2 | 18,2 |
| 2020-2021 | L.A. Clippers      | 42   | 3   | 21,9 | 42,1 | 37,8 | 86,6 | 2,1 | 3,4 | 0,9 | 0,1 | 12,1 |
| 2020-2021 | Atlanta Hawks      | 24   | 1   | 21,0 | 38,9 | 44,4 | 87,0 | 2,1 | 3,4 | 0,3 | 0,1 | 10,0 |
| 2021-2022 | Atlanta Hawks      | 56   | 0   | 14,3 | 39,1 | 36,3 | 85,9 | 1,5 | 1,9 | 0,5 | 0,1 | 6,3  |
| Carriera  | Carriera           | 1123 | 122 | 24,1 | 41,9 | 35,1 | 84,2 | 2,2 | 3,4 | 0,8 | 0,2 | 13,9 |

#### Play-off
| Anno     | Squadra            | PG | PT | MP   | TC%  | 3P%  | TL%  | RP  | AP  | PRP | SP  | PP   |
| -------- | ------------------ | -- | -- | ---- | ---- | ---- | ---- | --- | --- | --- | --- | ---- |
| 2008     | Philadelphia 76ers | 6  | 0  | 22,5 | 40,0 | 22,2 | 73,3 | 2,0 | 2,0 | 1,0 | 0,0 | 12,0 |
| 2009     | Philadelphia 76ers | 6  | 0  | 24,8 | 41,2 | 37,5 | 66,7 | 2,5 | 2,8 | 0,5 | 0,2 | 9,7  |
| 2011     | Philadelphia 76ers | 5  | 0  | 26,0 | 32,7 | 30,0 | 73,7 | 1,6 | 3,0 | 1,0 | 0,0 | 10,8 |
| 2012     | Philadelphia 76ers | 13 | 0  | 27,5 | 35,2 | 16,7 | 78,9 | 2,1 | 3,0 | 1,0 | 0,0 | 11,5 |
| 2014     | Atlanta Hawks      | 7  | 0  | 19,0 | 38,0 | 31,3 | 93,8 | 2,3 | 1,1 | 1,0 | 0,1 | 8,3  |
| 2015     | Toronto Raptors    | 4  | 0  | 25,5 | 31,4 | 19,0 | 83,3 | 1,8 | 1,3 | 1,5 | 0,0 | 12,8 |
| 2017     | Houston Rockets    | 11 | 0  | 24,7 | 42,4 | 30,8 | 89,7 | 2,7 | 1,3 | 0,6 | 0,1 | 12,5 |
| 2019     | L.A. Clippers      | 6  | 0  | 29,3 | 43,3 | 33,3 | 82,9 | 2,8 | 7,7 | 0,8 | 0,2 | 21,7 |
| 2020     | L.A. Clippers      | 13 | 0  | 26,2 | 42,5 | 23,5 | 81,1 | 3,2 | 4,2 | 0,8 | 0,2 | 12,8 |
| 2021     | Atlanta Hawks      | 18 | 2  | 15,4 | 45,5 | 43,3 | 96,3 | 1,4 | 2,2 | 0,7 | 0,1 | 7,7  |
| Carriera | Carriera           | 89 | 2  | 23,3 | 40,0 | 27,6 | 82,0 | 2,2 | 2,8 | 0,8 | 0,1 | 11,4 |

#### Massimi in carriera
- Massimo di punti: 50 vs Golden State Warriors (10 gennaio 2018)[31]
- Massimo di rimbalzi: 10 (3 volte)
- Massimo di assist: 13 vs Memphis Grizzlies (27 novembre 2019)
- Massimo di palle rubate: 10 vs Utah Jazz (20 gennaio 2018)
- Massimo di stoppate: 3 (5 volte)
- Massimo di minuti giocati: 48 vs Detroit Pistons (26 dicembre 2012)

## Palmarès
- McDonald's All-American Game (2005)
- NBA Sixth Man of the Year (2015, 2018, 2019)